# Ґодзілла (фільм, 1998)
«Ґодзілла» (англ. Godzilla) — американський кайдзю-фільм Роланда Емеріха, знятий в 1998 році. Фільм є перезапуском серії однойменних японських фільмів. Рекламний слоган: Розмір має значення (англ. Size does matter).

## Сюжет
Фільм розпочинається з кінохроніки про ядерні випробування у Французькій Полінезії і ігуан на тлі ядерних вибухів, які зазнали впливу радіоактивних опадів.
Далі дія переноситься в 1998 рік і розповідає про те, як японське рибальське суден в південній частині Тихого Океану, неподалік від островів Французької Полінезії, зазнає нападу невідомого чудовиська. Ці події привертають увагу урядів США і Франції. Французи знаходять вцілілого моряка і у відповідь на питання, що він побачив, той каже одне-єдине слово - «Gojira». Щоб розібратися, що це за чудовисько, до розслідування залучили співробітника комітету ядерного контролю доктора Ніко Татопулоса, який до цього 3 роки досліджував гігантських дощових черв'яків-мутантів в околицях Чорнобиля.
Татопулос досліджує сліди загадкового чудовиська в Панамі та інших місцях, після чого стає ясно, що воно поступово наближається до Сполучених Штатів Америки.
Чудовисько виходить з води в районі нью-йоркського фултонського рибного ринку і виявляється, що це гігантська морська ігуана кілька десятків метрів заввишки, з трьома рядами шипів на спині і яка здатна пересуватися на двох задніх кінцівках. Ящір нападає на Манхетен, сіючи руйнування і смерть. Населення Манхетена терміново евакуюють, і починаються спроби нейтралізувати його силами американської армії.
Ніко Татопулос стає головним експертом по чудовиську і пропонує виманити його за допомогою декількох вантажівок з рибою. Це спрацювало, і ящірка виходить з укриття. Однак військові недооцінили це чудовисько. Воно вирвалося з засідки і оточуючих його військових, знищивщи один танк, два джипи і три вертольоти, і потім, спритно ухиляючись від куль і снарядів, зник. Татопулосу вдалося знайти зразок крові чудовиська, вивчивши який він з'ясовує, що цей ящір — гермафродит, а, значить, в будь-який момент може розмножитися. Уберегти цю сенсаційну новину від всюдисущих журналістів і репортерів йому не вдалося - Одрі Тіммонс, колишня дівчина Ніко, краде касету з інформацією про монстра, якому репортери дали ім'я «Ґодзілла». Ніко усувають від вивчення Ґодзілли. Тим часом між чудовиськом і військовими відбувається чергова сутичка, в якій Ґодзіллу було поранено. Військові вирішують, що він загинув, і припиняють атаку.
Але тут починає проявляти активність агент французької розвідки Філіп Рош, який весь цей час крутився поблизу від Ніко і команди дослідників. Йому потрібно ліквідувати Ґодзіллу і його гніздо. Філіп і Ніко об'єднуються і з командою французьких агентів вирушають на пошуки гнізда Ґодзілли в нью-йоркську підземку. За ними слідують Одрі і оператор Віктор Палотті, які хочуть підготувати сенсаційний матеріал для каналу WIDF.
Досліджуючи підземку, команда знаходить тунель, по якому потрапляє в Медісон-Сквер-Гарден, де виявляє кладку Ґодзілли з понад 200 яєць. Незабаром з них починають вилуплюються дитинчата завдовжки 3 метри. Через те, що уся команда пропахла рибою, яка знаходилася у кладці, дитинчата думають що це їжа і нападають на людей, вбиваючи багатьох нз них. Ніко, Філіп, Віктор і Одрі за допомогою теленовин зв'язуються з ВВС США і повідомляють їм про місцезнаходження гнізда Ґодзілли. Полковник Гікс віддає наказ розбомбити Медісон-Сквер-Гарден. Незабаром прилітають винищувачі F/A-18 і знищують гніздо.
Але тут повертається Ґодзілла (поки ще живий) і починає переслідувати Філіпа, Ніко, Одрі і Віктора, оскільки розуміє, що вони причетні до загибелі його потомства. Під час гонитви, з Ніко зв'язується сержант О'Ніл і каже, що Ґодзіллу потрібно виманити на відкриту місцевість. Винахідливі сміливці намагаються заманити Ґодзіллу на Бруклінський міст, де його чекають військові, проте Ґодзілла приходить туди раніше них і влаштовує засідку. Коли автомобіль з Ніко і його друзями виїжджає на міст, Ґодзілла хапає автомобіль своїми величезними щелепами. В ході напруженої боротьби Ніко і його друзям вдається вирватися з пащі Годзілли і продовжити шлях. Ґодзілла, переслідуючи їх, випадково заплутується в металевих тросах, і це заважає йому нормально рухатися. Ніко повідомляє про це сержанту О'Нілу і військові льотчики підлітають до Ґодзілли на винищувачах F/A-18 і обстрілюють його ракетами. Від отриманих поранень Ґодзілла гине. Всі жителі Нью-Йорка святкують перемогу над Ґодзіллою.
В останніх кадрах фільму видно, що одне яйце Ґодзілли все ж вціліло і починаються події мультсеріалу «Ґодзілла».

## Кайдзю
- Зілла/Ґодзілла
- Численні дитинчата Ґодзілли
- Зілла молодший/Ґодзілла молодший

## В ролях
- Метью Бродерік — доктор Ніко (Нік) Татопулос, дослідник
- Жан Рено — Філіп Рош, агент французької розвідки
- Марія Пітілло[en] — Одрі Тімонс, репортерка
- Генк Азарія — Віктор Палотті, оператор
- Кевін Данн — полковник Гікс, командуючий операцією зі знищення Ґодзілли
- Майкл Лернер[en] — мер Еберт, мер Нью-Йорка
- Даг Севант[en] — сержант О'Ніл
- Гаррі Ширер[en] — Чарльз Кейман
- Малкольм Денар[en] — доктор Мендель Крейвен
- Кріс Елліс — генерал Гантер Андерсон
- Ленс Реддік — солдат (в титрах не зазначений)

## Історія створення
Перші розмови про американський фільм про Ґодзіллу розпочалися ще на початку 1980-х років, коли режисер Стів Майнер отримав спеціальний дозвіл від японської кінокомпанії Toho зняти фільм під назвою «Ґодзілла: Король монстрів» в 3-D форматі. Майнер намагався знайти студію для фінансування проєкту, представляючи концепт-арт і розкадровки, зроблені художником Вільямом Стаутом, а також готовий сценарій, написаним Фредом Декером. Попри певний інтерес в Голівуді, студії не хотіли знімати фільм із запропонованим $30 млн бюджетом, і права на екранізацію якого закінчилися в 1983 році.
У 1992 році TriStar Pictures придбала права на три фільми про Ґодзіллу з обіцянкою «залишатися вірними оригінальній серії — показати потужність і жах ядерної зброї і технологій». Сценаристи Тед Еліот і Тері Росіо були найняті, щоб написати сценарій і представили свій остаточний варіант наприкінці 1994 року. Раніше в цьому році, Ян де Бонт був призначений режисером фільму, так само була оголошено що фільм вийде в 1996 році. У цій версії Ґодзілла був штучним створенням, створеним атлантами, щоб захистити людство від монстра під назвою «Грифон», що призвелр б до фінальної битви в Нью-Йорку. Компанія Стена Вінстона була найнята, щоб зробити ефекти для фільму. Уїнстон також створив скульптуру Ґодзілли в дусі класичної серії і Грифона. Де Бонт пізніше покинув проєкт після того, як TriStar відмовилися затвердити його бюджет в розмірі $100-120 млн.
До виходу фільму «День незалежності» режисер Роланд Емеріх і продюсер Дін Девлін отримали права на Годзіллу, але за умови, що вони будуть дотримуватися власного бачення проєкту. Емеріх і Девлін дали завдання Еліоту і Росіо повністю переписати сценарій.
Патрік Татопулос раніше вже працював з Емеріхом і був найнятий, щоб розробити новий дизайн для Ґодзілли. Емеріх ніяк не обмежував Татопулоса, лише вказавши на те що монстр повинен неймовірно швидко бігати. Ґодзілла спочатку задумувався як велике, довгов'язе і стопоходяче морське чудовисько, але був перетворений в худу, пальцеходячу двоногу ігуану. Колір монстра також був змінений, щоб добре поєднуватися з міським середовищем. Було заплановано використати захоплення руху, щоб створити рух комп'ютерної Ґодзілли.
Знімання розпочали в 1997 році і закінчили в 1998. Підсумковий бюджет картини з урахуванням маркетингової кампанії виявився все ж близько $130 млн. Шанувальники японського оригіналу були не в захваті, проте фільм отримав глядацьке визнання і виявився цілком успішним у прокаті (близько $379 млн).

## Премії і нагороди
- 1998 — премія Saturn Академії наукової фантастики і фільмів жахів США за спецефекти.
- 1998 — премія асоціації звукорежисерів США за найкращий звуковий монтаж.
- 1999 — дві антипремії (найгірший фільм-ремейк, найгірша актриса другого плану) і ще 3 номінації на «Золоту малину» за найгіршу режисуру, сценарій і фільм.

## Музика
До фільму про Ґодзіллу був записаний саундтрек, що включає кілька десятків інструментальних композицій та пісень, в створенні яких брали участь композитор Девід Арнольд, репер Паф Деді, група Jamiroquai та інші. Вийшов на аудіокасетах і CD через деякий час після виходу фільму в прокат.
Godzilla: The album/1998
1. «Heroes» — The Wallflowers
2. «Come with Me» — Puff Daddy featuring Jimmy Page
3. «Deeper Underground» — Jamiroquai
4. «No Shelter» — Rage Against the Machine
5. «Air» — Ben Folds Five
6. «Running Knees» — Days of the New
7. «Macy Day Parade» — Michael Penn
8. «Walk the Sky» — Fuel
9. «A320» — Foo Fighters
10. «Brain Stew» (The Godzilla Remix) — Green Day
11. «Untitled» — Silverchair
12. «Out There» — Fuzzbubble
13. «Undercover» — Joey DeLuxe
14. «Opening Titles» — David Arnold
15. «Looking for Clues» — David Arnold

David Arnold — Godzilla: Complete Original Score/2007
Disc 1:
1. The Beginning
2. Tanker Gets It
3. Chernobyl
4. Footprint
5. Footprints / New York / Audrey
6. Chewing Gum Nose
7. Ship Reveal / Nick Discovers Fish / Flesh
8. The Boat Gets It*
9. Dawn of the Species
10. Joe Gets a Bite / Godzilla Arrives
11. Mayor's Speech
12. Caiman's Office
13. Animal's Camera
14. Military Command Center / New Jersey
15. Audrey's Idea
16. Evacuation
17. French Coffee
18. Subway Damage / Command Enters City
19. Fish
20. Guess Who's Coming to Dinner?
21. 1st Helicopter Chase / Godzilla Swats a Chopper
22. We Fed Him / Audrey Sees Nick
23. Nick and Audrey / He's Pregnant /Audrey Takes the Tape / French Breakfast
24. He's Preparing to Feed
25. Nick Gets Fired / Nick Gets Abducted / Frenchie's Warehouse / Nick Joins the Foreign Legion

Disc 2:
1. Chewing Gum
2. Rumble in the Tunnel
3. Godzilla O Park / Godzilla Takes a Dive / Godzilla Versus the Submarine / Egg Discovery
4. Baby 'Zillas Hatch*
5. Nick Phones for Help
6. Eat the French
7. Phillip Shoots the Lock
8. Nick's Big Speech / The Garden Gets It
9. He's Back! / Taxi Chase & Clue
10. Big G Goes to Monster Heaven
11. The End?
12. The Beginning (no choir) (bonus)
13. Footprints / New York / Audrey (alt.) (bonus)
14. The Boat Gets It (alt.) (bonus)
15. Gojira (album version)

## Критика
Попри успіх, фільм отримав багато негативних відгуків як від фанатів японського оригіналу, так і від інших. На Rotten Tomatoes має 26 % «свіжості», що вже вважається «гнилим». На IMDb відгукнулися нейтрально, поставивши оцінку 5,3 із 10.